# ヴワディスワフ・オポルチク

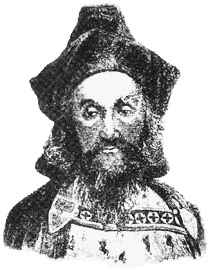
ヤン・マテイコによる肖像画

ヴワディスワフ・オポルチク（ポーランド語：Władysław Opolczyk；ドイツ語：Władysław von Oppeln, 1332年頃 - 1401年5月8日）は、オポーレ公（在位：1356年 - 1401年、1396年以後は名目のみ）、ハンガリー宮中伯（副王：ナードル、在任：1367年 - 1372年）、ルブリニェツ（1368年 - 1401年）、ヴィエルニ（1370年 - 1392年）、ボレスワヴィエツ（1370年 - 1401年）、プシュチナ（1375年 - 1396年）、グウォグヴェク（1383年 - 1401年）、クルノフ（1385年 - 1392年）の支配者、ハールィチ・ヴォルィーニ総督（在位：1372年 - 1378年）、ポーランド宮中伯（在任：1378年）、ドブジン＝クヤヴィ公（在位：1378年 - 1392年、ポーランド王の封臣として）。オポーレ公ボルコ2世の長男で、母はシフィドニツァ公ベルナルトの娘エルジュビェタ。

## 生涯

### ハンガリーの副王
ヴワディスワフの幼年期についてはよく分かっていない。若き公子は政治経験を積むために、1353年頃にハンガリーへ赴き、1356年に父が死ぬまで同国で過ごした。父が死ぬと2人の弟ボルコ3世、ヘンリクと共にオポーレ公国の共同統治者となったが、気の強いヴワディスワフはすぐに統治権を独占するようになり、弟達には小規模な分領を与えて追い出した。但し、2人はこれ以後も名目上はオポーレの共同統治者であり続けた。
ヴワディスワフの政治的キャリアは1360年代半ば、ハンガリー王ラヨシュ1世の宮廷において始まった。ヴワディスワフは既に1364年、ハンガリー代表の一員としてクラクフ会議に出席している。しかしヴワディスワフにとって最初の重要な使命は1366年、ハンガリー王とボヘミア王ヴァーツラフ4世（ヴェンツェル）との外交交渉において、ラヨシュ1世に有利な条件を獲得するというものだった。

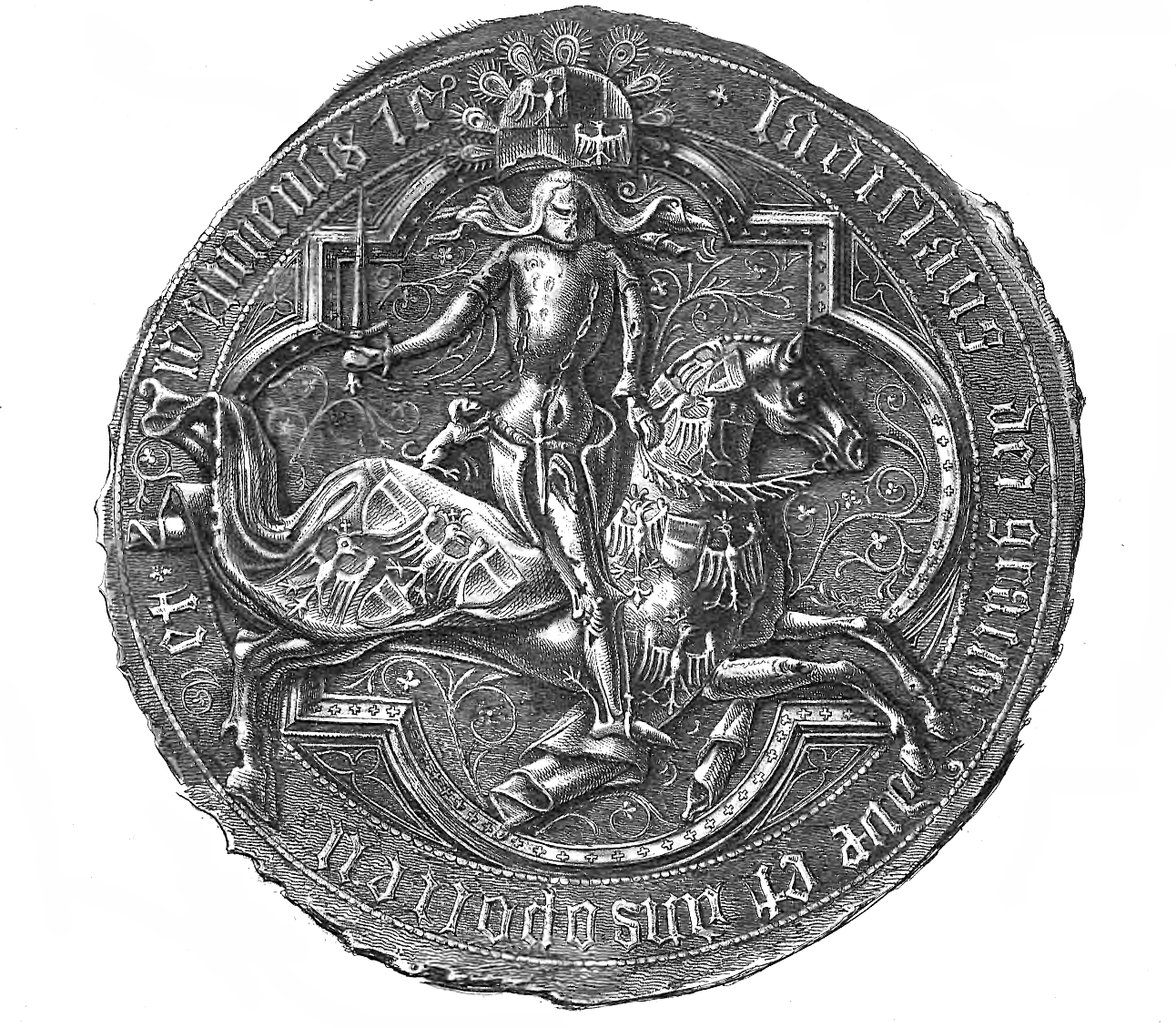
ヴワディスワフ・オポルチクの印璽、1378年

1367年、ハンガリー・アンジュー王家に対する忠勤が評価され、ヴワディスワフはハンガリー政府において国王に次ぐ地位である宮中伯（ナードル、副王とも）の地位を得た。宮中伯は第一義的には広範な司法権を握っており、ハンガリー王以外に同国の司法権をもつ唯一の役職であった。宮中伯として、ヴワディスワフはかなりの献身ぶりと統治能力を示した。彼は“Congregatio generalis”と呼ばれる、宮中の諸事を司る4つの委員会を創設した。この役職はヴワディスワフに莫大な収入をもたらしたが、同時にかなりの出費も余儀なくされた。
宮中伯職にある間もヴワディスワフはハンガリーの外交政策に関わり、1368年にはブルガリアに赴くなどしている。1370年にポーランド王カジミェシュ3世が死ぬと、ヴワディスワフは主君ラヨシュ1世がポーランド王位を獲得できるように奔走した。この功績に報いるため、ポーランド王となったラヨシュ1世はヴワディスワフにヴィエルニとチェンストホヴァを与えた。この時期までに、弟ボルコ3世は叔父のアルベルトからスチェルツェ・オポルスキェを相続しており、もう一人の弟ヘンリクは1365年に子供のないまま死んだため、ヴワディスワフはいまや自分の領国における単独の支配者となっていた。
1371年、ヴワディスワフはボヘミア王国に対する軍事遠征を指揮した（この遠征でモラヴィアはひどく荒廃した）。しかしこの遠征が原因で、ボヘミア王を兼ねる神聖ローマ皇帝カール4世は外交交渉の中で、ラヨシュ1世にヴワディスワフの宮中伯解任を要求、ラヨシュ1世は翌1372年にヴワディスワフを解任せざるを得なくなった。こうして1372年10月、ヴワディスワフは予期せずして宮中伯の地位を剥奪された。彼はハンガリー国内に所有する城や財産の大部分を保ったものの、その政治的影響力は大いに弱まってしまった。

### 地方総督、2度目の副王
この補償として、ヴワディスワフにはハールィチ・ヴォルィーニ総督の地位が与えられた。この新しい役職においてもヴワディスワフは有能さを発揮し、任された地域の経済的発展にかなり貢献した。彼は主にルヴフに住んでいたが、任期の最後にはハールィチで過ごすことが多かった。在任中に起きた紛争は、総督であるヴワディスワフが東方正教会に接近したことで生じた。総督のこの行動は、大貴族達の中の熱心なカトリック教徒をひどく憤慨させたのである。

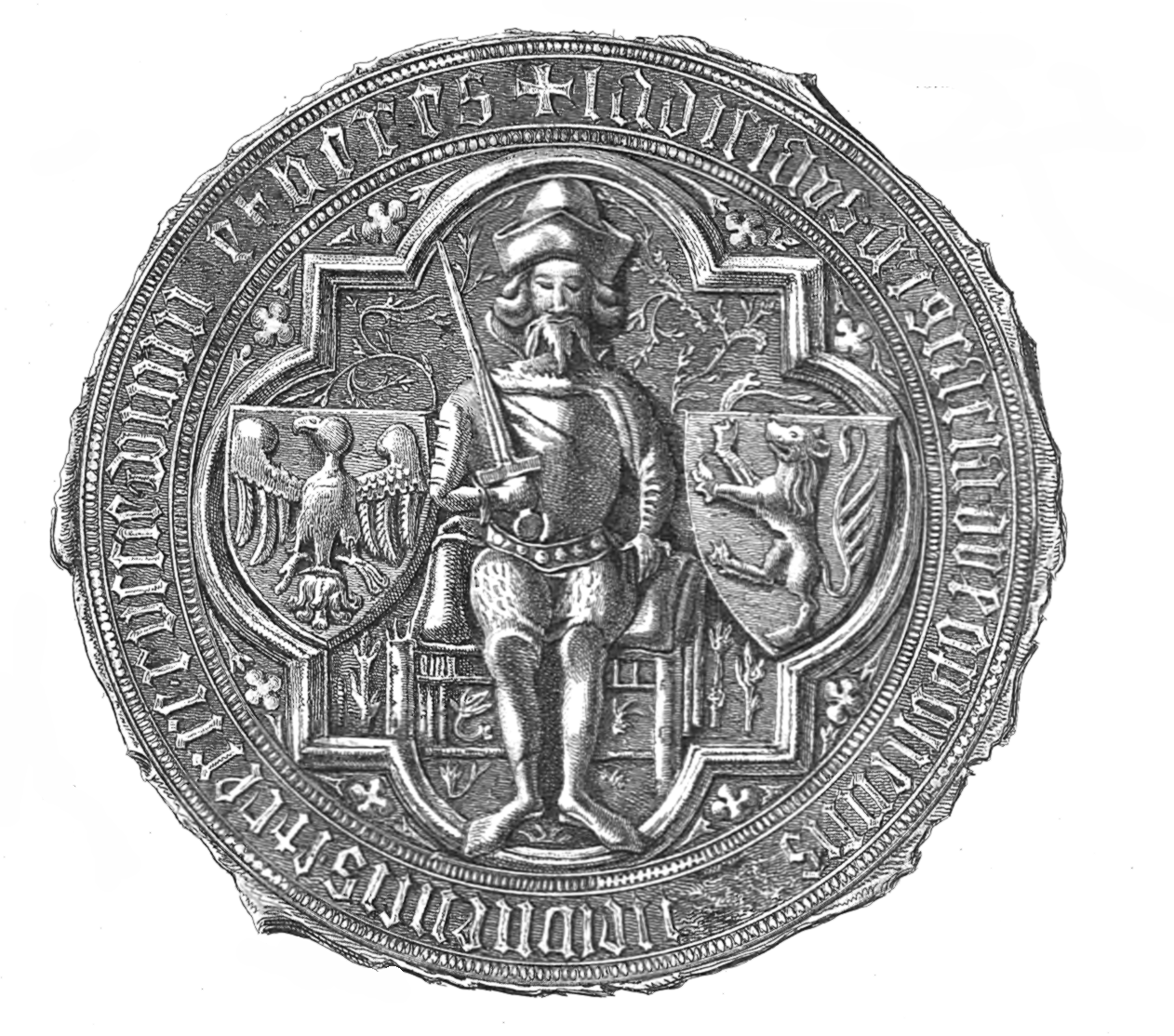
ヴワディスワフ・オポルチクの印璽、1379年

娘のポーランド王位継承を安全にする目的から、ラヨシュ1世は1374年、ポーランド貴族達にコシツェの特許状を与えたが、これはおそらくヴワディスワフの進言によるものだったと考えられている。
1378年、王母エルジュビェタがポーランドの摂政を退いてハンガリーに帰国すると、ラヨシュ1世はヴワディスワフをハールィチ総督職から空席だったポーランド宮中伯職に転任させた。しかし、ヴワディスワフは就任後、すぐに自分の娘を王位の相続人に指名したラヨシュ1世に不満を持つ貴族の反抗に直面した。ポーランド貴族達はラヨシュ1世の後継者指名を受け入れる代わりにヴワディスワフのポーランド宮中伯職辞任を要求し、ヴワディスワフはまたも解任の憂き目に遭った。

### ドブジン地方の代官、領土拡大
そこでヴワディスワフはハンガリー人の代官に代わり、ドブジン地方の諸都市、クヤヴィ、ブィドゴシュチュ、イノヴロツワフ、グニェフコヴォなどの支配を任された。これらの地域はドイツ騎士団国家と国境を接しており、ヴワディスワフはすぐに騎士団国家との友好関係を築いた。ヴワディスワフは騎士団の騎士達にドブジン地方において犯罪者を処刑する権利も認めている。
ヴワディスワフはクヤヴィにおける財政問題を巡って、プウォツク司教ドビェスワフ・スフカと係争を起こした。スフカはヴワディスワフを破門したが、この破門はその次の年にグニェズノ大司教によって取り消されている。教会との関係を良好なものにするため、ヴワディスワフはチェンストホヴァのヤスナ・グラに修道院（ヤスナ・グラ修道院）を寄進した。また、ヴワディスワフは同修道院に有名な「チェンストホヴァの黒い聖母」を安置したといわれる。「黒い聖母」ははるばるエルサレムからコンスタンティノープル、ベルズ経由で1382年の4月、チェンストホヴァに到着した。

ヴワディスワフ・オポルチクの紋章

1382年9月14日、従兄のニェモドリン公ヘンリクが子供のないまま死んだ。その1ヶ月後の10月21日には、弟のボルコ3世が4人の幼い息子達を残して死んだ。彼らの死によってグルヌィ・シロンスク（高地シロンスク）におけるヴワディスワフの政治的影響力はかなり強まり、スチェルツェ、ニェモドリン（甥達の摂政として）、グウォグヴェク（1383年より）の支配者となった。また、ボルコ3世の長男ヤン・クロピドウォの教会における昇進を支援し、若い甥にポズナン司教職を獲得させた。

### ヨガイラとの衝突
1382年9月10日、ヴワディスワフの庇護者であったハンガリー王兼ポーランド王ラヨシュ1世が崩御した。ヴワディスワフは最初は亡き王の娘達を推していたものの、やがて自らポーランド王位の後継候補に名乗りを挙げた。しかしポーランド貴族達は彼を支持せず、ラヨシュ1世の末娘ヤドヴィガを即位させた上で、彼女にドイツ人の許婚（オーストリア公子ヴィルヘルム）との婚約を破棄させた。ヤドヴィガの夫という形で、プウォツク公シェモヴィト4世をポーランド王にしようと考えたのである。その後、シェモヴィト4世に代わってリトアニア大公ヨガイラ（ヴワディスワフ2世ヤギェウォ）が王に選ばれた。
古い歴史文献では記述に矛盾があるが、ヴワディスワフは当初、ヨガイラのポーランド統治を支持していたと言われる。一部の歴史家はヴワディスワフが、新王がキリスト教（カトリック）に改宗した際の洗礼の代父を務めたと考えている。しかし、両者の協調関係は早期に破綻した。1388年、ヨガイラがヴワディスワフからブィドゴシュチュの支配権を取り上げると、ヴワディスワフはヴァヴェル城を奪取して王を捕まえることを目論んだクーデターを指揮したからである。総代官（スタロスタ）のセンジヴイ・パウカに敗れて捕えられたヴワディスワフはヨガイラに降伏を認め、2度とポーランド王位を要求しないことを誓わされた。また、ヨガイラはヴワディスワフの甥であるヤン・クロピドウォのグニェズノ大司教昇任を阻んだ。
両者のさらなる軋轢は1391年5月、ヴワディスワフがズウォトゥフをドイツ騎士団に譲渡する約束をしたことで起きた。ヴワディスワフがドイツ騎士団と国境を接する地域を領有しているのを危険視していたヨガイラは、彼がポーランド王国内に持つ領土を全て取り上げた。ヴワディスワフは王命に服することを選び、1392年に当該地域をポーランド王国に返還した。但し、ヴワディスワフへの忠誠心がきわめて強いボレスワヴィエツは例外で、同市だけは彼の死後にポーランド王国に再併合されることになった。

### 反乱、死

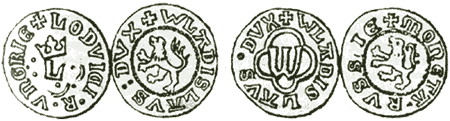
オポーレ公国で発行された貨幣、1389年

ヴワディスワフはドイツ騎士団総長コンラート・フォン・ヴァレンローデを説得し、ポーランド、ハンガリー、ボヘミアに駐在していた騎士団員達を結集させてポーランド王国を攻撃するよう仕向けようとしたが、この紛争は不首尾に終わった。戦争は当初ドイツ騎士団側に有利に始まった（例えば、1393年7月26日にはノヴィ・コルチンを包囲している）。しかし、ポーランド王国軍が1396年、騎士団を裏で操っているヴワディスワフを罰するため、シロンスクへの攻撃を決めてスチェルツェを占領すると、同年8月6日にはヴワディスワフの甥達もポーランド軍と和平を結んで孤立した。これ以降、オポーレ公国の統治は事実上甥達に委ねられ、ヴワディスワフは引退を余儀なくされた。
自分の野望が破滅的な失敗に終わったことに深い失望を味わいながら、ヴワディスワフは1401年5月18日にオポーレで死去し、同市にあるフランシスコ会の修道院に葬られた。
息子がなかったため、遺領は甥のボルコ4世とベルナルトが相続した。但しグウォグヴェクに関しては、未亡人エウフェミアが寡婦領として手に入れた。

## 子女
1355年頃、ヴワディスワフはハンガリー滞在中に、エルジェーベト（1340年 - 1369年頃）という女性と最初の結婚をした。彼女は一部の史料ではトランシルヴァニア総督ラクフィチュ・アンドラーシュの娘だったと言われ、別の史料ではワラキア総督ニコラエ・アレクサンドル・バッサラバの娘ともされている。夫妻は3人の娘をもうけた。
1. キンガ（1355年/1357年 - 1369年以後） - アルト・ブダの修道女
2. エルジュビェタ（1360年 - 1374年） - 1372年、モラヴィア辺境伯（後にローマ王）ヨープストと結婚
3. カタジナ（1367年3月26日頃 - 1420年6月6日） - 1382年、ジャガン＝グウォグフ＝シチナヴァ公ヘンリク8世と結婚

1369年、マゾフシェ公シェモヴィト3世の娘エウフェミア（1352年頃 - 1424年9月9日）と再婚し、2人の娘をもうけた。
1. ヤドヴィガ（1376年/1378年 - 1390年5月13日以前） - 1390年1月25日以前、ケルナヴェ公ヴィーガンタスと結婚
2. エウフェミア（夭折、1408年3月30日以前）

| 爵位・家督                  | 爵位・家督                                                                                                 | 爵位・家督                                   |
| --------------------------- | --- | -------------------------------------------- |
| 先代 ボルコ2世              | オポーレ公 ボルコ3世（1370年まで）、 ヘンリク（1365年まで）と共同統治 1356年 - 1401年 1396年以後は名目のみ | 次代 ヤン・クロピドウォ ボルコ4世 ベルナルト |
| 先代 ボヘミア王国の直接統治 | ヴィエルニ公 1370年 - 1392年                                                                               | 次代 ボヘミア王国による併合                  |
| 先代 カジミェシュ4世        | ドブジン公 1378年 - 1392年                                                                                 | 次代 ボヘミア王国による併合                  |
| 先代 カジミェシュ4世        | イノヴロツワフ公 1378年 - 1392年                                                                           | 次代 ボヘミア王国による併合                  |
| 先代 ヤン2世ジェラズヌィ    | クルノフ公 1385年 - 1392年                                                                                 | 次代 ヤン2世ジェラズヌィ                     |